# Kaple svatého Jana Nepomuckého (Prachatice, Dolní brána)
Kaple svatého Jana Nepomuckého se nachází v Prachaticích, na křižovatce ulice Dolní brána a Malého náměstí. Pochází z roku 1766. Stojí na čtvercovém půdorysu a její půlkruhový vstup uzavírá ozdobná kovová mříž. Interiér kaple s menzou dotváří socha Jana Nepomuckého (socha je zhotovena před rokem 1710, pravděpodobně v roce 1683), kamenný podstavec (z roku 1715) a mohutná barokní koncha nad kruhovým okénkem. Nad výklenkem se nachází křídlový středový štít se štukem orámovanou výmalbou Svržení Jana Nepomuckého do Vltavy.

## Galerie

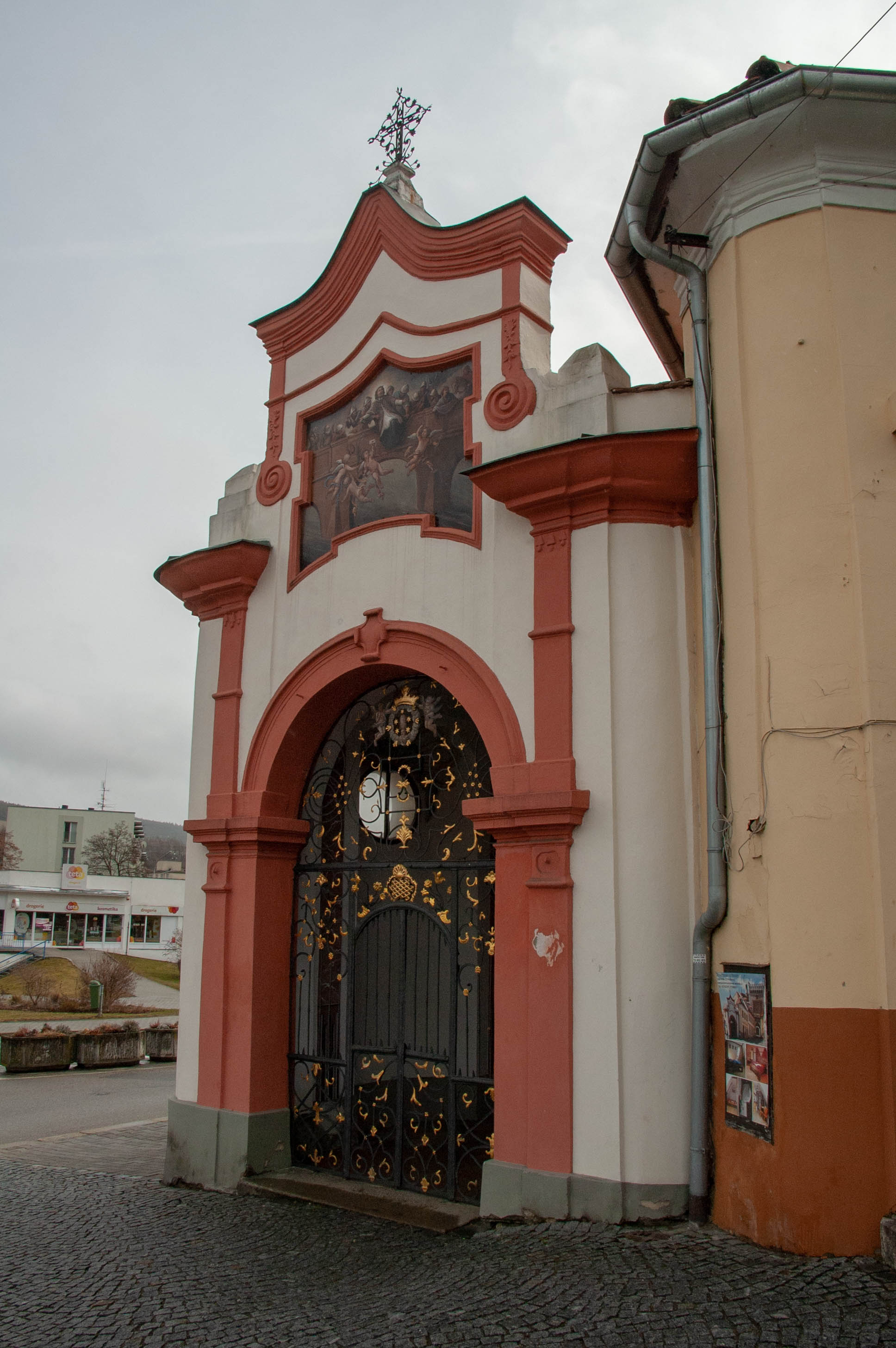
Kaple svatého Jana Nepomuckého u Dolní (Písecké) brány, boční pohled
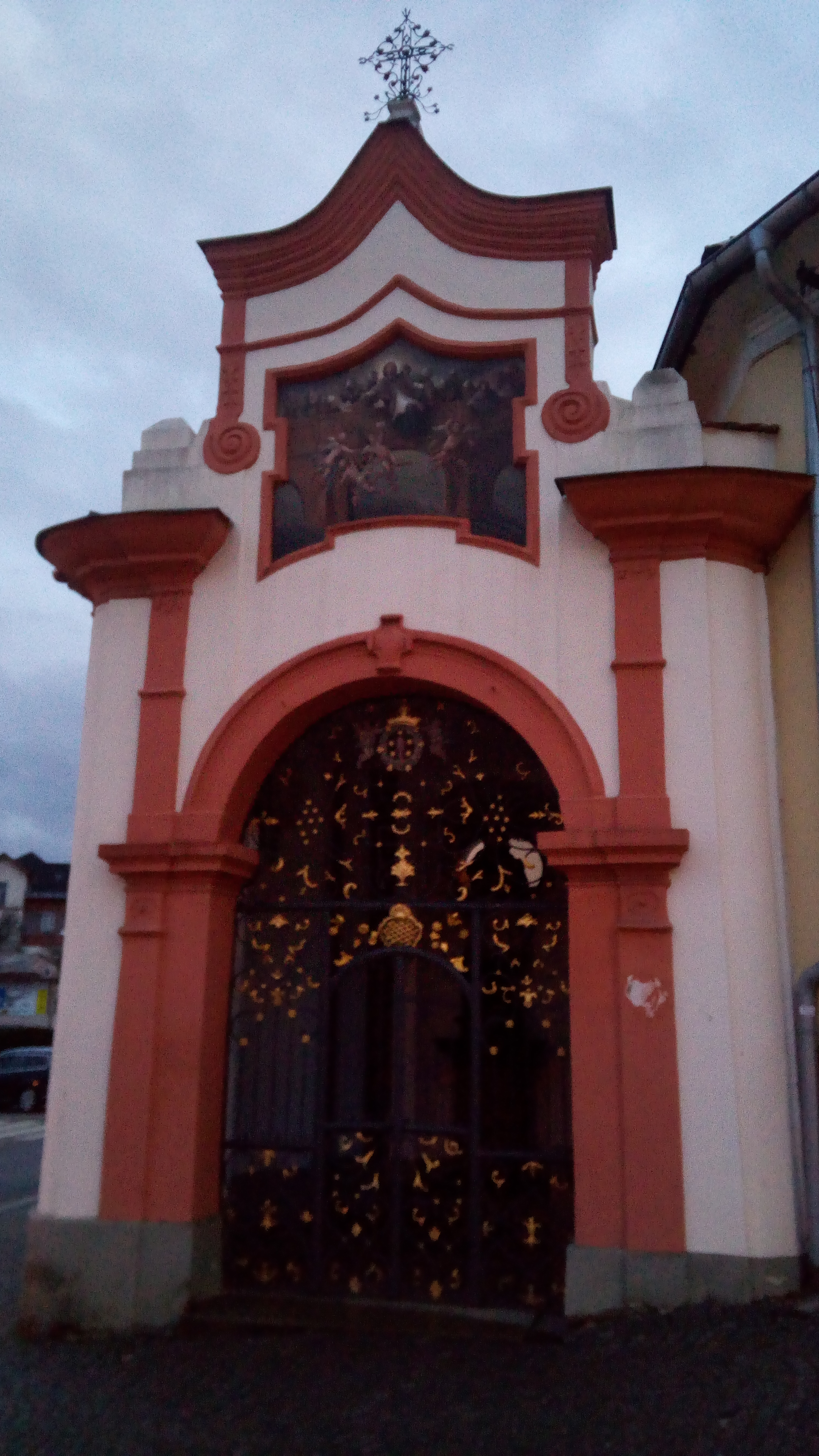
Kaple svatého Jana Nepomuckého u Dolní (Písecké) brány, čelní pohled
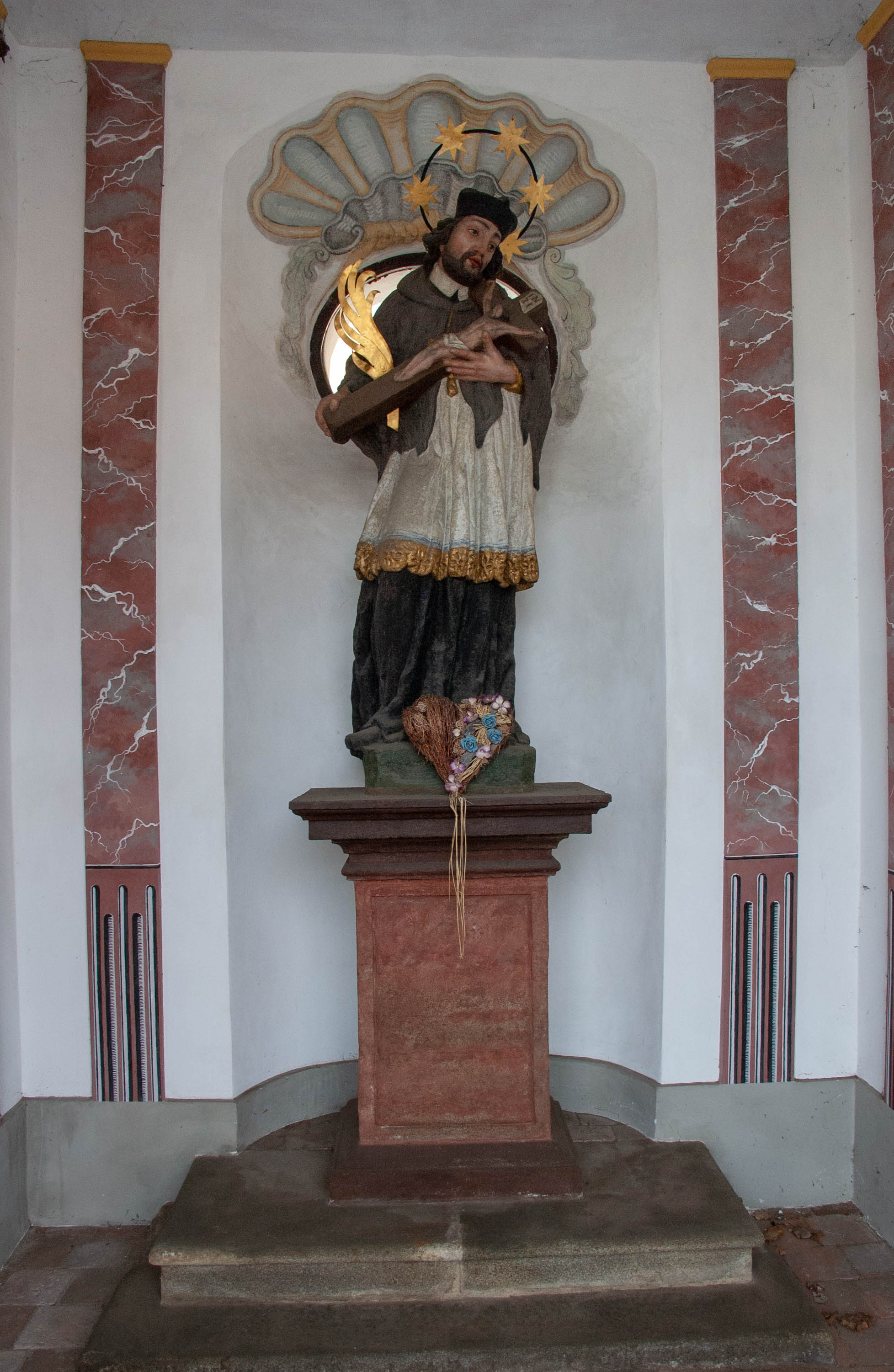
Interiér kaple se sochou svatého Jana Nepomuckého
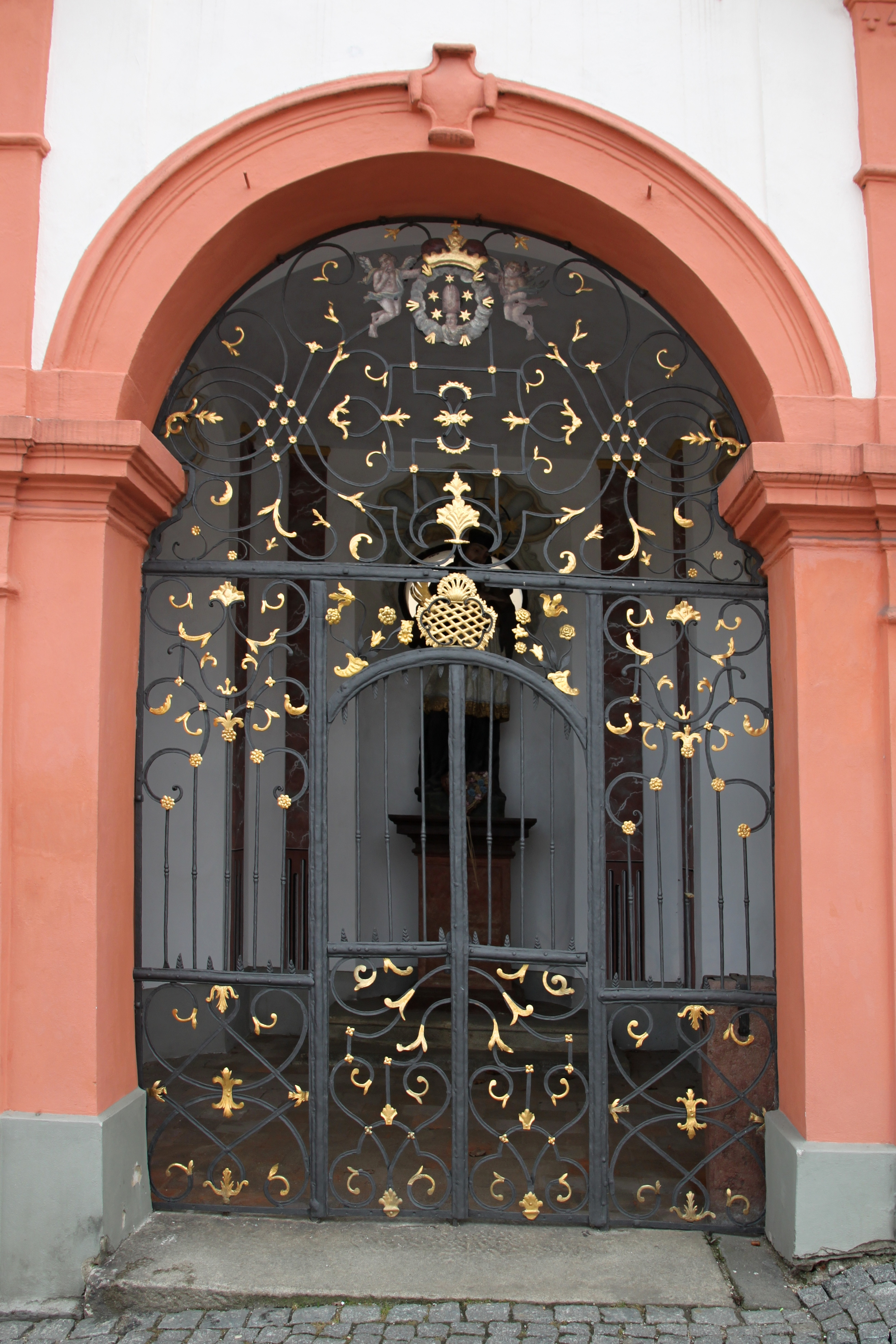
Ozdobná mříž vstupního portálu
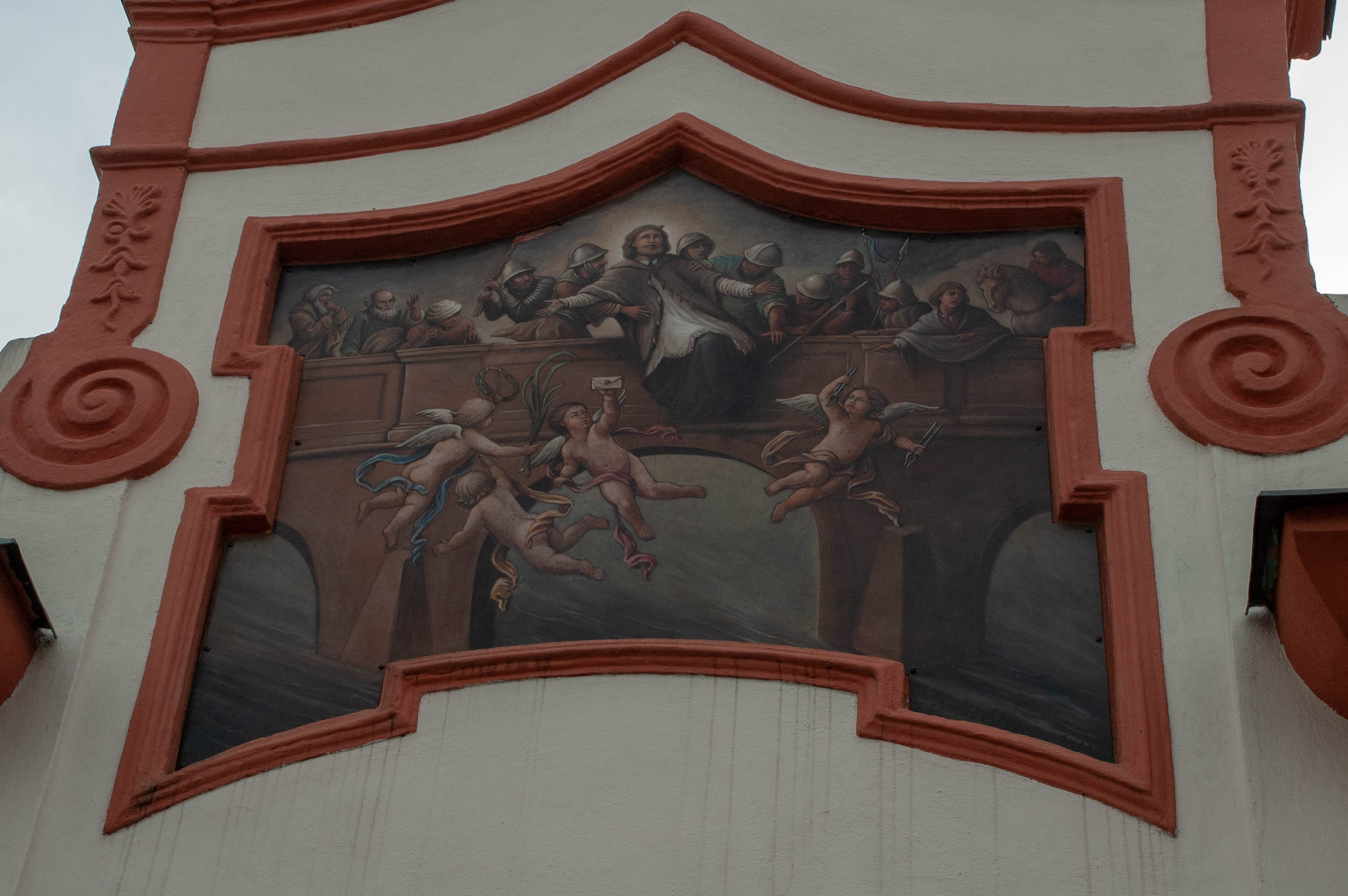
Freska na průčelí kaple Jana Nepomuckého, Dolní (Písecká) brána, Prachatice
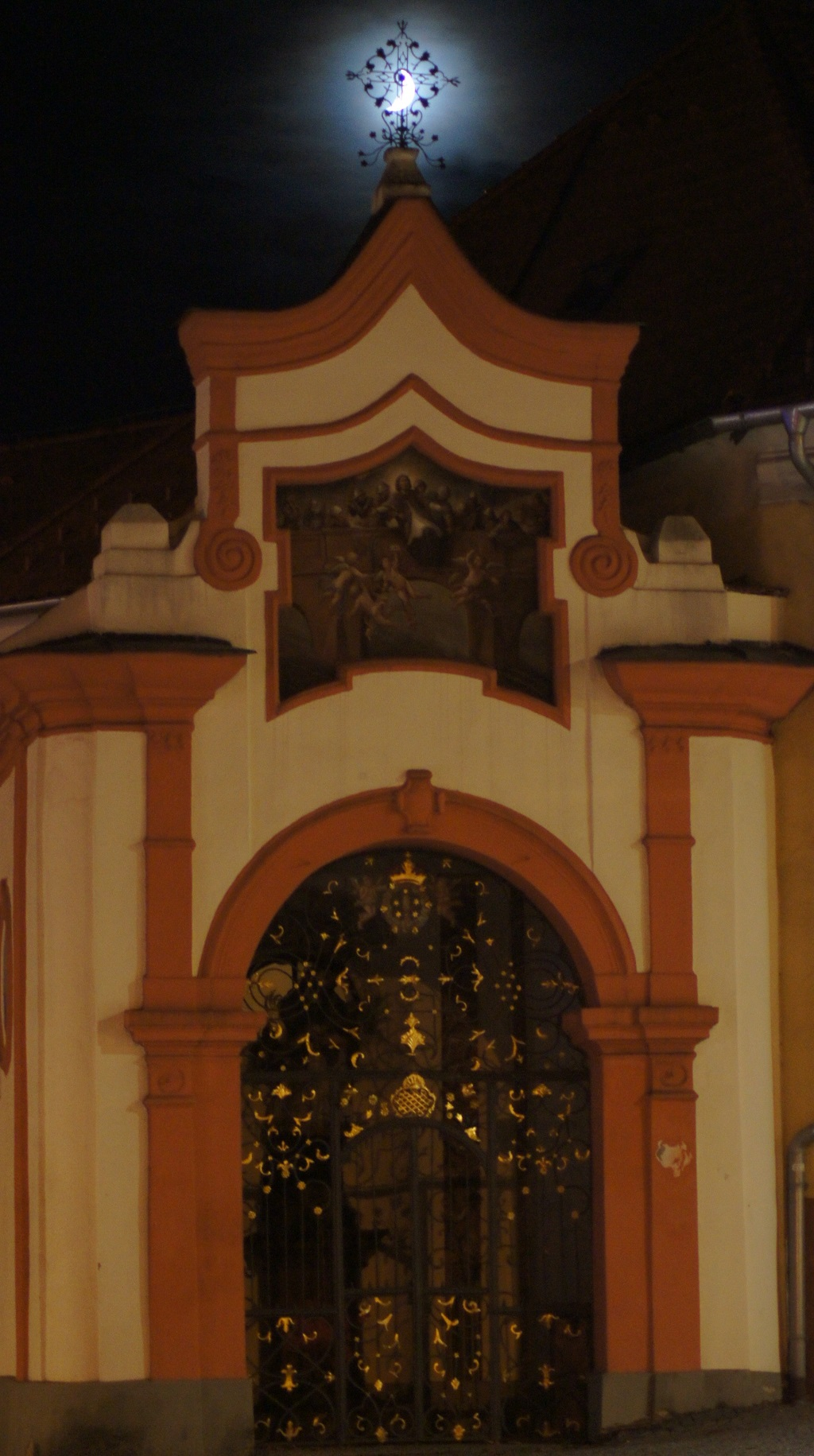
Noční scéna